# 치프 벤더
찰스 앨버트 "치프" 벤더(Charles Albert "Chief" Bender, 1884년 5월 5일 ~ 1954년 5월 22일)는 미국의 전 프로 야구 선수로, 메이저 리그 베이스볼(MLB)에서 투수로 뛰었다. 1910년대와 20년대에 필라델피아 애슬레틱스, 볼티모어 테라핀스, 필라델피아 필리스, 시카고 화이트삭스에서 모두 16시즌을 뛰었다. 통산 기록은 459경기에 출전해 3017이닝을 던져 212승(185선발승) 127패, 2.46의 평균자책점이다. 1953년 미국 야구 명예의 전당에 입성했다.